# Oficinas (Tubarão)
Oficinas é um bairro da cidade de Tubarão, Santa Catarina. É o bairro mais populoso da cidade.

## Origem do nome
O nome vem das oficinas da Estrada de Ferro Donna Thereza Christina, que estão localizadas no bairro. Em 1906, as oficinas da estrada de ferro foram transferidas de Imbituba para Tubarão, na época, vieram mais de 1000 ferroviários trabalhar na cidade, então foi construída uma vila para abrigar os moradores, assim surgiu o nome "Oficinas".

## Atualidade
Atualmente, o bairro é considerado o segundo centro de Tubarão, com quase 12.000 habitantes, é o bairro mais populoso da cidade, cerca de 12% da população do município mora aqui. O bairro possui escolas, supermercados, farmácias, a famosa igreja matriz, além de um comércio forte e variado.